# Riserva regionale Lago Laudemio
La riserva regionale Lago Laudemio è un'area naturale protetta situata nel comune di Lagonegro, in provincia di Potenza ed istituita ai sensi della legge regionale della Basilicata n. 42 del 1980 con decreto del presidente della giunta regionale n. 426 del 19 aprile 1985. Si trova sulle pendici del monte Papa ad un'altitudine di 1525 m del Massiccio del Sirino che sovrasta Lagonegro e ricade nel territorio del Parco nazionale dell'Appennino Lucano Val d'Agri Lagonegrese. Il lago da cui prende il nome la riserva è anche noto come Remmo.

## Storia
Nel quaternario le valli del gruppo montuoso Sirino-Papa erano occupate da una serie di ghiacciai. In una di queste era collocato il ghiacciaio maggiore che scendeva dalle alte cime del monte Papa e si innescava nella maestosa valle del lago Remmo, estendendosi per circa quattro chilometri a nord, fino alla valle Pétina Chiana.
La zona del lago Laudemio, per il particolare interesse ambientale e naturalistico scaturito dalla sua origine glaciale e dalla presenza di caratteristiche associazioni floristiche e faunistiche, è stata individuata come area protetta regionale nel 1985. È il più meridionale dei laghi di origine glaciale in Italia
La zona del Sirino-Papa è geologicamemente e archeologicamente una delle più antiche. Infatti è qui che si sono attestati i primi insediamenti umani in Basilicata ed è stata rilevata la presenza di numerosi fossili e animali antichissimi quali lucertole gigantesche, rettili oceanici, mammut, rinoceronti, orsi e iene.

## Territorio
In una conca morenica è situato il lago Laudemio (Remmo), di origine glaciale, che si estende dietro la serra Spalla dell'Imperatrice circondato da un boschetto di fitti ed alti faggi e di ontani (Alnus cordata). Nella parte più alta il bosco si dirada in cespugli, a causa della forte pendenza e dei venti che nella zona soffiano impetuosi. Nell'adiacente vallone del Cacciatore si trova il più piccolo lago Zapano (altitudine: 1380 metri), testimonianza dell'antica esistenza di ghiacciai, oggi ridotto a poco più di uno stagno, anche a causa dei detriti. Entrambi i due laghetti, Laudemio e Zapano, sono alimentati dalle acque che scendono dai versanti del Sirino-Papa e la loro superficie si presenta ricoperta di erbe, foglie palustri e alghe.
La Riserva naturale del Lago Laudemio è ubicata all'interno del territorio appartenente al Comune di Lagonegro, da quale vi si giunge dopo oltre 3 km seguendo la strada per Moliterno, e appartiene a quella parte invidiabile del territorio lucano comprendente la catena montuosa del Pollino e del Sirino. L'area che delimita lo specchio d'acqua del lago è composta da una fitta faggeta che lo circonda per due terzi del suo perimetro e, unita alla corona di monti circostanti, conferisce allo specchio d'acqua una particolare bellezza, offrendo al visitatore uno scenario paesaggistico estremamente suggestivo. Non lontano dal lago si può ammirare un'opera scultorea dedicata al montanaro.

## Flora
Sono presenti il faggio, l´Astragalus serpervirens ed endemismi come la Vicia sirinicae e l´Astragalus sirinicus, due erbe tipiche di questa zona. Tra la vegetazione circostante sono molto diffusi i frutti di bosco quali fragoline, more e lamponi.

## Fauna
Vi si possono trovare trote e salamandre. È caratteristica nella zona la presenza del lupo, attestata dai premi ricevuti in passate e tutt'altro che lodevoli competizioni sportive, istituite per l'uccisione dell'animale stesso.

## Accessi
La riserva è in gran parte recintata, con palizzate in legno, discontinue, che lasciano grandi spazi di passaggio; inoltre risulta anche ben fornita di strutture legnose per la cartellonistica. La sua delimitazione è segnalata solamente da una serie di piccoli cartelli verdi, apposti sui fusti degli alberi, dove è riportata la dicitura "Riserva Naturale" e gli estremi della legge Regionale 42/80 (Tutela della flora e dei biotopi in Basilicata).

## Strutture ricettive
La presenza del rifugio Italia, della vicina stazione sciistica e delle sue attrezzature ricettive favoriscono l'afflusso di visitatori.